# Cris MJ
 (juin 2024).
La mise en forme du texte ne suit pas les recommandations de Wikipédia : il faut le « wikifier ».
Les points d'amélioration suivants sont les cas les plus fréquents. Le détail des points à revoir est peut-être précisé sur la page de discussion.
- Les titres sont pré-formatés par le logiciel. Ils ne sont ni en capitales, ni en gras.
- Le texte ne doit pas être écrit en capitales (les noms de famille non plus), ni en gras, ni en italique, ni en « petit »…
- Le gras n'est utilisé que pour surligner le titre de l'article dans l'introduction, une seule fois.
- L'italique est rarement utilisé : mots en langue étrangère, titres d'œuvres, noms de bateaux, etc.
- Les citations ne sont pas en italique mais en corps de texte normal. Elles sont entourées par des guillemets français : « et ».
- Les listes à puces sont à éviter, des paragraphes rédigés étant largement préférés. Les tableaux sont à réserver à la présentation de données structurées (résultats, etc.).
- Les appels de note de bas de page (petits chiffres en exposant, introduits par l'outil «  Source ») sont à placer entre la fin de phrase et le point final[comme ça].
- Les liens internes (vers d'autres articles de Wikipédia) sont à choisir avec parcimonie. Créez des liens vers des articles approfondissant le sujet. Les termes génériques sans rapport avec le sujet sont à éviter, ainsi que les répétitions de liens vers un même terme.
- Les liens externes sont à placer uniquement dans une section « Liens externes », à la fin de l'article. Ces liens sont à choisir avec parcimonie suivant les règles définies. Si un lien sert de source à l'article, son insertion dans le texte est à faire par les notes de bas de page.
- La présentation des références doit suivre les conventions bibliographiques. Il est recommandé d'utiliser les modèles {{Ouvrage}}, {{Chapitre}}, {{Article}}, {{Lien web}} et/ou {{Bibliographie}}. Le mode d'édition visuel peut mettre en forme automatiquement les références.
- Insérer une infobox (cadre d'informations à droite) n'est pas obligatoire pour parachever la mise en page.

Pour une aide détaillée, merci de consulter Aide:Wikification.
Si vous pensez que ces points ont été résolus, vous pouvez retirer ce bandeau et améliorer la mise en forme d'un autre article.
Pour les articles homonymes, voir Cris (homonymie).
Christopher Andrés Álvarez García, plus connu sous son nom de scène Cris MJ, né le 16 septembre 2001 à La Serena, est un chanteur et compositeur  chilien de reggaeton.
En 2020, Cris MJ sort Como Tú Ninguna, chanson qui le fait connaître au Chili en obtenant 30 millions de vues sur YouTube. Il atteint ensuite une notoriété internationale, en 2022, grâce au succès de sa chanson Una noche en Medellín,. Cette chanson atteint plus de 800 millions de vues sur YouTube et 44.3 millions d'auditeurs mensuels sur Spotify.
Ses collaborations avec des artistes internationaux tels que Karol G - Noche en Medellín Remix, Blessd, Dei V, Duki, Jory Boy, Juanka, Luar le L, Nicki Nicole, Tiago PZK, sont notables.

## Biographie
Il naît à La Serena, au Chili le 16 septembre 2001. Il commence à s'intéresser à la musique en 2019, et à partir de 2020, il sort divers singles et collaborations avec d'autres acteurs de la musique urbaine chilienne et latino-américaine. En 2021, il annonce son album studio et sort les singles Locura y maldad, De ti soy adicto, Te fuiste con otro, et Los malvekes en collaboration avec Marcianeke et Simón de la Letra, cette dernière étant sa première chanson à atteindre plus de 100 millions d'écoutes sur Spotify.
Le 20 janvier 2022, il sort le single Una noche en Medellín  qui obtient une large notoriété, ce qui lui permet de se positionner parmi les chanteurs les plus populaires au Chili, et de se hisser au sommet de plusieurs classements internationaux, détrônant Harry Nach et Paloma Mami. En février de la même année, il participe au Summer Fest 2022, où il est le seul artiste chilien à participer à l'événement. En mars, il entame sa première tournée internationale avec des concerts au Mexique et dans d'autres pays. Ces tournées avaient été annoncées en 2021, mais cela n'a pas été possible en raison de la sortie d'autres chansons cette année-là.
En avril 2022, il publie la chanson Yo no me olvido en collaboration avec Gotay El Autentiko, il participe également à la chanson Sextime avec Polimá Westcoast et Young Cister, aux côtés des producteurs Magic on the beat et dresartz, ainsi que Me arrepentí avec Ak4:20 et Pailita, atteignant un nombre record d'écoutes pour un chanteur chilien sur YouTube et Spotify,,,.
Fin 2022, il sort Marisola Remix ft. Standly, Duki & Nicki Nicole, une chanson qui a atteint plus de 300 millions de lectures sur Spotify.
Le 2 février 2024, avec le chanteur chilien FloyyMenor, il publie la chanson Gata Only, qui est devenue populaire dans de nombreux pays tels que l'Allemagne, l'Argentine, l'Autriche, la Colombie, l'Espagne, les États-Unis, l'Italie, le Mexique, la Suisse, notamment, et a atteint le top 10 des chansons les plus jouées dans le monde sur Spotify le 3 mars, et sur le Billboard Hot 100 le 30 mars,.

## Discographie

### Singles en tant qu'artiste principal
| Titre                                                                                           | Année | Meilleur classement | Meilleur classement | Meilleur classement | Meilleur classement | Meilleur classement | Meilleur classement | Meilleur classement | Certifications                             | Album              |
| Titre                                                                                           | Année | Chili CHI           | Argentine ARG       | Bolivie BOL         | Colombie COL        | Équateur ECU        | Mexique MEX         | Pérou PER           | Certifications                             | Album              |
| ----------------------------------------------------------------------------------------------- | ----- | ------------------- | ------------------- | ------------------- | ------------------- | ------------------- | ------------------- | ------------------- | ------------------------------------------ | ------------------ |
| Codeina pelco c                                                                                 | 2019  | —                   | —                   | —                   | —                   | —                   | —                   | —                   |                                            | Chanson hors album |
| No voy a morir menor                                                                            | 2019  | —                   | —                   | —                   | —                   | —                   | —                   | —                   |                                            | Chanson hors album |
| Arriba del mercedes                                                                             | 2019  | —                   | —                   | —                   | —                   | —                   | —                   | —                   |                                            | Chanson hors album |
| Dime ma (avec Tobal)                                                                            | 2019  | —                   | —                   | —                   | —                   | —                   | —                   | —                   |                                            | Chanson hors album |
| Soy un bandido                                                                                  | 2020  | —                   | —                   | —                   | —                   | —                   | —                   | —                   |                                            | Chanson hors album |
| Nada va a pasar                                                                                 | 2020  | —                   | —                   | —                   | —                   | —                   | —                   | —                   |                                            | Chanson hors album |
| 20/20                                                                                           | 2020  | —                   | —                   | —                   | —                   | —                   | —                   | —                   |                                            | Chanson hors album |
| Como tu ninguna                                                                                 | 2020  | 99                  | —                   | —                   | —                   | —                   | —                   | —                   |                                            | Chanson hors album |
| En la calle dicen (avec Black Boy)                                                              | 2020  | —                   | —                   | —                   | —                   | —                   | —                   | —                   |                                            | Chanson hors album |
| Andamos bendecidos (avec Carlitos Fresh)                                                        | 2020  | —                   | —                   | —                   | —                   | —                   | —                   | —                   |                                            | Chanson hors album |
| Vamos pa la disco (con El Barto, Pablito Pesadilla)                                             | 2020  | —                   | —                   | —                   | —                   | —                   | —                   | —                   |                                            | Chanson hors album |
| Toy con la bendición (avec Galee Galee)                                                         | 2021  | —                   | —                   | —                   | —                   | —                   | —                   | —                   |                                            | Chanson hors album |
| Nunca voy a olvidarme                                                                           | 2021  | —                   | —                   | —                   | —                   | —                   | —                   | —                   |                                            | Chanson hors album |
| Ella hace su lana                                                                               | 2021  | —                   | —                   | —                   | —                   | —                   | —                   | —                   |                                            | Chanson hors album |
| Si mañana caigo preso                                                                           | 2021  | —                   | —                   | —                   | —                   | —                   | —                   | —                   |                                            | Chanson hors album |
| Te fuiste con otro (avec Marcianeke)                                                            | 2021  | 97                  | —                   | —                   | —                   | —                   | —                   | —                   |                                            | Chanson hors album |
| Que viva el money                                                                               | 2021  | —                   | —                   | —                   | —                   | —                   | —                   | —                   |                                            | Chanson hors album |
| Bendiciones                                                                                     | 2021  | —                   | —                   | —                   | —                   | —                   | —                   | —                   |                                            | Chanson hors album |
| Como lo soñamos                                                                                 | 2021  | —                   | —                   | —                   | —                   | —                   | —                   | —                   |                                            | Chanson hors album |
| Los malvekes (avec Marcianeke, Simón La Letra)                                                  | 2021  | 1                   | —                   | —                   | —                   | —                   | —                   | —                   | - IFPI: 2× Platine                         | Chanson hors album |
| Locura y maldad                                                                                 | 2021  | 30                  | —                   | —                   | —                   | —                   | —                   | —                   |                                            | Chanson hors album |
| Bichiyal (avec Marcianeke)                                                                      | 2021  | 35                  | —                   | —                   | —                   | —                   | —                   | —                   |                                            | Chanson hors album |
| Booty booty                                                                                     | 2021  | 65                  | —                   | —                   | —                   | —                   | —                   | —                   |                                            | Chanson hors album |
| Una noche en Medellín                                                                           | 2022  | 1                   | 24                  | 6                   | 13                  | 4                   | 9                   | 6                   | - Chili IFPI: 2× Platine - Italie FIMI: Or | Chanson hors album |
| Como te va                                                                                      | 2022  | 13                  | —                   | —                   | —                   | —                   | —                   | —                   | —                                          | Chanson hors album |
| "—" signifie que la chanson n'est pas sortie dans le pays ou n'apparaît pas dans le classement. |       |                     |                     |                     |                     |                     |                     |                     |                                            |                    |

| Titre                                                                                           | Année | Meilleur classement | Meilleur classement | Meilleur classement | Meilleur classement | Certifications | Album              |
| Titre                                                                                           | Année | Chili CHI           | Argentine ARG       | Espagne ESP         | Mexique MEX         | Certifications | Album              |
| ----------------------------------------------------------------------------------------------- | ----- | ------------------- | ------------------- | ------------------- | ------------------- | -------------- | ------------------ |
| Tussi code mari (avec Marcianeke)                                                               | 2021  | 19                  | —                   | —                   | —                   |                | Chanson hors album |
| Tu te fuiste (avec Germanini, Simon La Letra, El Bai, Balbi el Chamako)                         | 2021  | —                   | —                   | —                   | —                   |                | Chanson hors album |
| Agradezco (avec Arte Elegante, RDO, Carlitos Junior, Pipe ElCertero, El Bai)                    | 2021  | —                   | —                   | —                   | —                   |                | Chanson hors album |
| Ta' soltera (avec El Jordan 23)                                                                 | 2021  | —                   | —                   | —                   | —                   |                | Chanson hors album |
| Dime tú (avec Pailita)                                                                          | 2022  | 2                   | —                   | —                   | —                   |                | Chanson hors album |
| A perriarla (avec Galee Galee, Pailita)                                                         | 2022  | —                   | —                   | —                   | —                   |                | Chanson hors album |
| Party (avec Neutro Shorty)                                                                      | 2022  | —                   | —                   | —                   | —                   |                | Chanson hors album |
| Me arrepentí (avec Ak4:20 y Pailita)                                                            | 2022  | 1                   | —                   | —                   | —                   |                | Chanson hors album |
| Sextime (avec Polimá Westcoast y Young Cister)                                                  | 2022  | 9                   | —                   | —                   | —                   |                | Chanson hors album |
| Gata Only (avec FloyyMenor)                                                                     | 2024  | 1                   | 1                   | 3                   | 6                   |                | Chanson hors album |
| "—" signifie que la chanson n'est pas sortie dans le pays ou n'apparaît pas dans le classement. |       |                     |                     |                     |                     |                |                    |